# Hesperaptyxis luteopictus
Hesperaptyxis luteopictus is een slakkensoort uit de familie van de Fasciolariidae. De wetenschappelijke naam van de soort werd in 1877 voor het eerst geldig gepubliceerd door William Healey Dall.